# Super Mario Odyssey
Super Mario Odyssey er et platformspil, der er udviklet af Nintendo til Nintendo Switch. Spillet finder sted i forskellige verdener i sandkassestil, hvor Mario kan udforske, på samme måde som i Super Mario 64 til Nintendo 64 og Super Mario Sunshine til Nintendo GameCube. Nyt i spillet er, at Mario kan kaste sin hat som en boomerang. Hatten kan bruges som springbræt til at nå nye områder, eller til at tage kontrol over en række forskellige figurer og genstande i spillet.
Super Mario Odyssey blev lanceret internationalt 27. oktober 2017.